# 瓦尔特·莫德尔
奥托·莫里茨·瓦尔特·莫德尔（德語：Otto Moritz Walter Model，1891年1月24日—1945年4月21日），是第二次世界大战期间的德国陆军元帅，尽管他在战争初期是一个进攻性装甲将军，但他在防御战中最广为人知。他在勒热夫突出部成功抗击苏军一年多，最终在水牛行动中成功撤出勒热夫。
莫德尔在二战期间引起希特勒的注意，但是直到1942年，他们的关系才变得特别紧密。他顽强的战斗力和对纳粹政权的忠诚赢得了希特勒的称赞，所以希特勒一再派遣他抢救在东部阵线危急的局势。他们的关系直到突出部之战中失败后破裂了。1945年4月21日，在盟军於鲁尔包围B集团军群之后莫德尔便飲彈自盡。

## 早期生活
莫德尔决定在第二次世界大战结束时烧掉他所有的个人资料，这意味着对他的早年人们知之甚少。他出生在普魯士萨克森省（今萨克森州）根廷市一个中产阶级家庭。在1909年他进入德意志帝国军队，于1910年担任第52步兵团团长。
在第一次世界大战期间，1915年5月，莫德尔在阿拉斯战役中受伤，于10月被授予一级铁十字勋章。他的事迹使他引起了师长的注意，师长建议他在德国总参谋部任职。莫德尔接受了短暂的的参谋官培训，并作为第52步兵师和第8内卫掷弹兵师的副官返回第5师。他于1917年11月晋升为上尉，随后成为警卫队预备队的工作人员，后者在1918年鲁登道夫攻势中作战。战争结束时，他在第36预备役师中。
到战争结束时，莫德尔已经赢得了有潜力的能干军官的声誉。在他的军事生涯的早期，他曾撰写过关于普鲁士将军奥古斯特·奈德哈特·冯·格奈森瑙的书。此外在战争期间，德国国防军负责人汉斯·冯·西克特已经在他担任参谋职位中认识他，他为第36预备役司令官弗朗兹·冯·兰托少将提供了很好的参考。因此，他是德国国防军保留的4000名军官之一。莫德尔在魏玛共和国诞生初的混乱时期通常选择了远离政治，不过作为一名军官他也曾参与了对鲁尔起义的镇压。

## 第二次世界大戰
第二次世界大戰爆發時，莫德尔在入侵波蘭時是第4軍首席參謀長，在法國戰役中為德國第16軍參謀長。他在1940年4月被晉升為少將，當年11月首次獲派高級指揮職務，他被分配指揮第3裝甲師。他立即著手放棄所有組織和指揮的規條，提拔愛戴他的人，激怒他的軍官往往要收拾他留下的爛攤子。他還建立了1個聯合兵種培訓計劃，使他的部下無論其原先單位如何，一起被扔在各個特設集團：坦克人員與步兵、工兵與偵察單位一同培訓、等等。因此，莫德尔預計到德軍幾個月後將使用在第二次世界大戰中經常使用的戰鬥群模式，而後來這將成為常規做法，它在1940年末和1941年初仍然不是德意志國防軍的普遍做法。

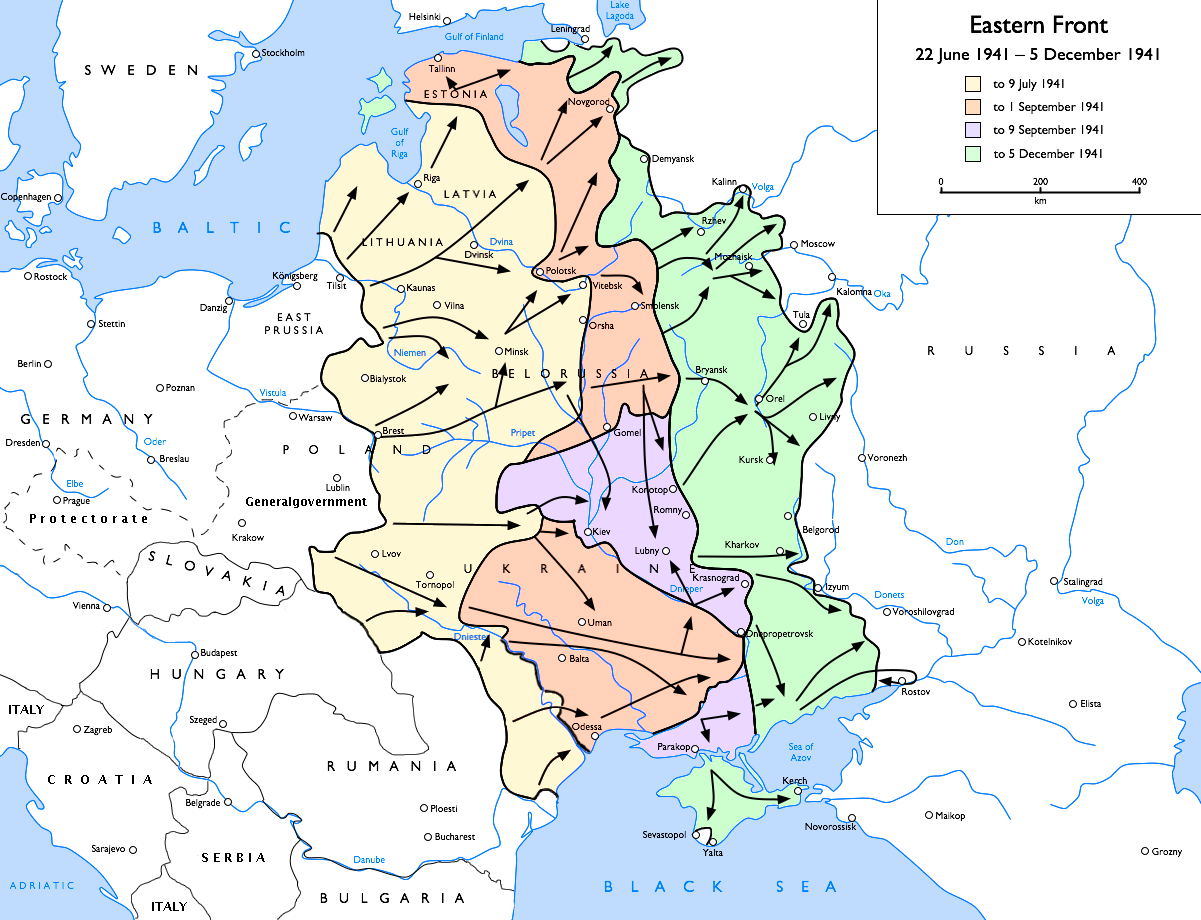
1941年6月至12月期間，德軍在巴巴羅薩行動中的攻勢

### 入侵蘇聯

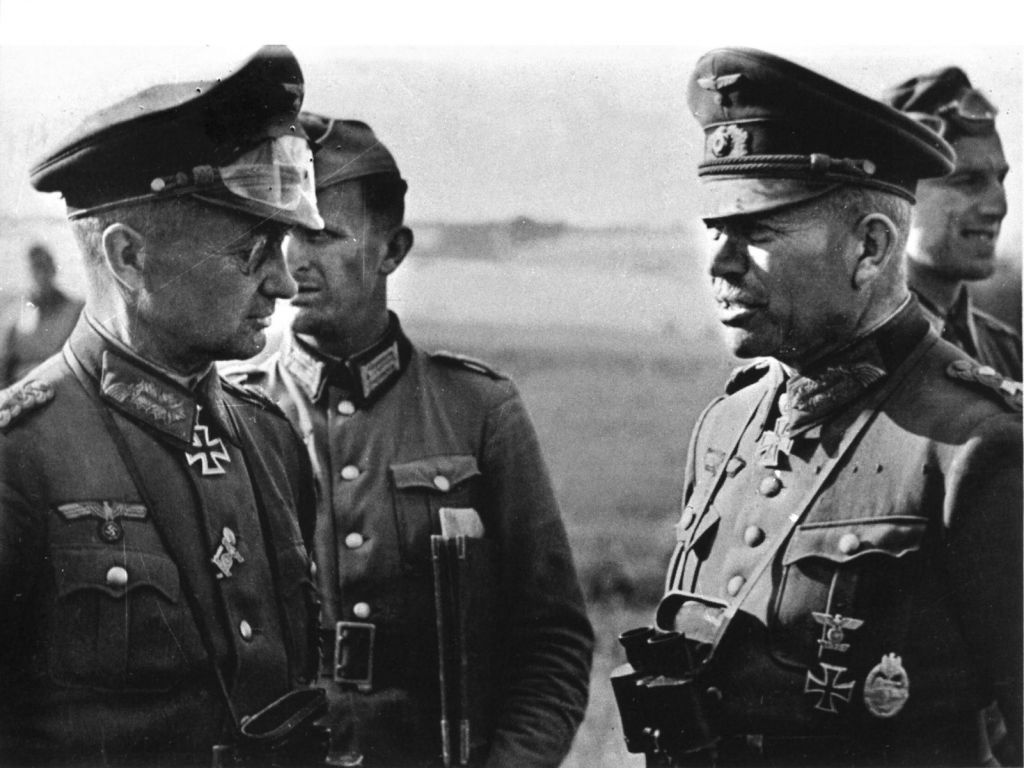
1941年12月，蘇聯的莫德爾和古德里安

在巴巴羅薩行動中，第3裝甲師被分配至由海因茨·古德里安指揮的德國第2裝甲集團中之第24裝甲軍。行動於1941年6月22日展開，古德里安敦促他的裝甲師以驚人的速度向前推進。這對莫德爾頗為適合，直至7月4日，由他領導的裝甲集團先遣人員已經到達第聶伯河，因打開了一個缺口，所以他獲得了騎士鐵十字勳章。但是，強渡第聶伯河是另一回事，由於蘇軍準備保衛河岸防線。第3裝甲師的先鋒被蘇聯第21軍團趕回對岸，直到7月10日，德軍才有能力渡河。此行動中，莫德爾獲得了更多的部隊支援，他指揮的部隊被改編分成3組：1支強大的步兵部隊將渡河，建立1個橋頭堡，1支機動裝甲集群將穿過橋頭堡，並繼續前進，和1支火力支援群包括其幾乎所有的火炮。該計劃進行得非常成功，並幾乎沒有任何傷亡。接著的2個星期是艱苦戰鬥，以掩護裝甲集群的側翼，在此期間，他被分配到第1騎兵師與第3裝甲師組成1個“莫德爾戰鬥群”，然後攻擊並擊潰在羅斯拉夫爾附近集結的大量蘇聯軍隊。
斯摩棱斯克陷落後，希特勒下令改變進攻方向，古德里安的裝甲集群向南進入烏克蘭。其目的是包圍在基輔的蘇軍，因此需要在缺乏支援下前進275公里，第3裝甲師將再次成為先鋒。從8月24日至9月14日莫德爾向蘇聯西南方面軍發動閃電進攻，他告誡部下，速度就是一切。當第3裝甲師在羅克費特沙與南方集團軍的德軍第16裝甲師會師時，包圍圈終於形成。雖然他需要數天來消除一切抵抗，但是基輔附近的包圍圈已被封鎖。
在整個巴巴羅薩行動的初期，莫德爾通過他的個人努力，按古德里安的要求實現快速的前進步伐。他已經承受了大量風險，在1個地點上第3裝甲師只有10輛坦克作戰，但他的膽略和應變技巧和他對手的戰術無能，給他帶來了豐厚的回報。

### 莫斯科戰役
此後不久莫德爾被晉升為裝甲兵上將，並指揮德國第41裝甲軍，該軍參與莫斯科戰役，進攻莫斯科。這次進攻於1941年9月30日開始，莫德爾一直於戰鬥中，在1月14日，他來到了自己新的司令部。
該軍屬於由格奧爾格-漢斯·萊因哈特的德國第3裝甲集團军的一部分，當時所处位於莫斯科西北160公里的加里寧。當地是一條漫長而脆弱的補給線的終點（莫德爾是在10月28日被晉升，並需要2個星期的時間前往加里寧），寒冷的天氣已開始阻礙了德軍的前進。不過士氣仍然很高，他的到來不久後開始最終向莫斯科前進。莫德爾是位精力充沛的將領，他旋風式的走訪戰線和勸告他的部隊作出更大的努力；他還不理會禮節和指揮結構，和一般其參謀人員尾隨在他之後離開。12月5日，第41裝甲軍的德軍第6裝甲師已達到Iohnca，距離克里姆林宮只有35公里。在那裡，进攻被迫停止，因為冬季到來（按照俄羅斯的標準來講，是相對溫和的）而阻止了進攻。氣溫下降至零下20度，武器和車輛被冰塊卡住，並使德軍被迫停止進攻行動。
正如德國人作出這一決定，蘇聯加里寧方面軍、蘇聯西方面軍和蘇聯西南方面軍發起了102万人苏军参加的聲勢浩大的反擊，旨在迫使中央集團軍從莫斯科以西附近撤走。特別強勁的攻擊是針對第3裝甲集團军，一些部隊更滲透入市內。在3個星期的混亂而野蠻的戰鬥中，萊因哈特令他的部隊擺脫潛在的包圍威脅及撤回落至拉馬河防線。由於負責指揮撤退，莫德爾的苛刻，幾乎以粗暴的領導作風恐嚇威脅以感染德軍的隊伍。有幾次，他在一個擁擠的十字路口以1支手槍恢復了秩序，但從來沒有成為潰退。
在此期間，莫德爾注意到，蘇聯的攻擊使用的人海戰術和戰術配合欠佳，往往最成功的是在德軍使用重點防守據點，而不是在一條連續的戰線上。此外，蘇聯的後勤供應仍不足以支持快速機動的戰鬥；因此，即使有空隙形成，但並不會自动意味著危機。因此，他命令部下自行展開，利用部隊對蘇聯在火炮方面的優勢，組織一些小型的戰鬥群以進行突破。他的戰術是成功的，但代價昂貴（至1941年年底，第6裝甲師只能糾集1,000人，其中包括所有前線、支援和參謀人員）。他在其整個職業生涯將繼續倡導類似的戰術。

### 勒热夫战役

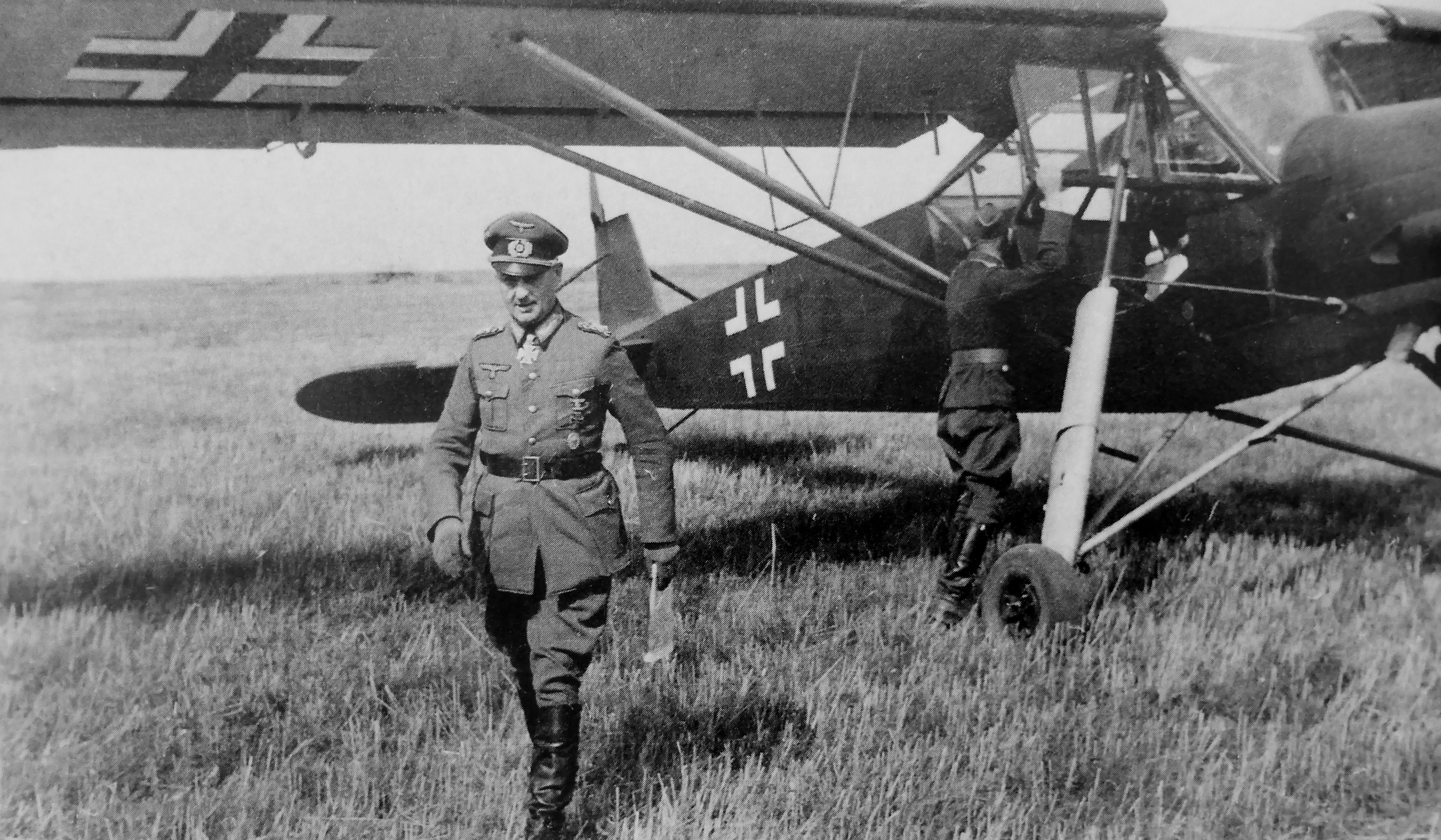
1943年作為第9軍團司令的莫德爾

莫德爾在1942年1月接掌德国第9集团军的指揮權，當時它占領勒热夫—瑟切夫卡—维亚济马一线的突出部。 
在前線，莫德爾嘗試穩住局勢。他的防禦方式奠基於以下的原則:
- 確保情報是最新的，根據前線的情況和偵察來制定戰術，而不是根據來自後方的命令。
- 連續不間斷的防線，在戰線最前方布置哨兵，主要的兵力擺在後方。
- 戰術為阻擋敵人的突破。將坦克集团军群打散成個別的坦克，並用坦克支援步兵作戰，,而不是將坦克集合成1個矛頭以發起進攻。
- 將火力集中使用。在第一次世界大戰結束後，德軍將火砲分散使用，這使得戰線上任何一點都不能在火力上取得優勢。莫德爾將火砲集中在一些需要執行任務的營，這些營統一由師或是軍的指揮官指揮，讓這些營的火力能相互協調。
- 多層靜態防線。為阻止敵人進犯，希特勒禁止他的部隊修建多層防線，他認為這樣做就會使士兵放棄現有的防線並向後撤；莫德爾不理會這種不利於戰局的命令而是建立多层防御线。
- 拆散支援部队，将整个后备师拆散成营连级单位来填补防线上的缺口。这违反了相关的国防军规定，但却对守住防线有帮助。
- 竭尽全力征调后备部队，手段包括要求其上级君特·冯·克鲁格元帅给出在没有后援的情况下的行动指示。最终莫德爾长期保有中央集团军群的绝大多数后备部队，使得中央集团军群无力支援冬季风暴行动。

因著這些戰術，在1942年1月8日到1943年3月22日間，莫德爾的勒热夫—瑟切夫卡—维亚济马一线的防區相當穩固。在這段時間，蘇軍對他的防區發動了总共4次50万人到140萬名蘇军参加的大規模的进攻战役，都被莫德爾麾下的部隊擊潰，并付出了一共622,664人阵亡的代价，其中火星行動，由蘇聯元帥伊万·斯捷潘诺维奇·科涅夫所領導的攻勢遭到失敗，這讓莫德爾獲得了“防禦之獅”的美名。
在1943年3月，第9軍團自熱澤夫突出部撤離，做為縮短戰線以節省兵力計畫的一部分。在撤退行動開始前幾個星期，德軍展開大規模清剿游擊隊的行動，大約有3,000名蘇聯人被殺。撤退行動進行了兩個星期，期間只承受了少量傷亡：大約撤出300,000人、100輛坦克、400門火砲。在撤退的路上，莫德爾驅逐男性的蘇聯人，汙染井水，並將20餘座的村鎮夷為平地。这种焦土政策使苏联方面宣布莫德爾为战争罪犯。莫德爾在同月獲得寶劍騎士鐵十字勳章，而第9軍團總部遷至奧廖爾。
虽然勒热夫战役后第9集团军的总兵力超过了其战役前的总兵力，但是其精锐老兵在长期的防御战中折损严重，对随后库尔斯克战役中的进攻作战造成了不利影响。

### 庫爾斯克戰役
1943年2月19日至3月15日的哈尔科夫防御战役德军进攻部分获胜，但因春季融雪而停止時，德國元帥曼斯坦因和克魯格主張在融雪季節結束、地面恢復乾燥而蘇軍尚未準備好時继续發動進攻，以進一步縮短防線，其他人，包括海因茨·古德里安，均認為這場進攻是多餘的，他們認為在擊敗蘇軍前，德軍應等蘇軍先發動進攻。莫德爾亦對进攻表示懷疑，他指出當面的蘇軍（中央方面軍）已建築了大量的防線，在兵力、坦克及火砲上對他的部隊都佔有2:1的優勢。他認為必須等到增援來到後再發起進攻，特別是豹式坦克和斐迪南式自走炮。
由於莫德爾的陳述相當正確，因此該戰役是否要發起又變得不明確。事實上莫德爾希望藉由這樣，拖延德軍發起進攻的時間，直到蘇軍展開進攻，到時他就能依照在熱澤夫的經驗來重創蘇軍，然而希特勒仍決定在7月5日發動庫爾斯克戰役。
莫德爾的进攻很快的被罗科索夫斯基的中央方面军擋下，莫德尔的部队甚至连苏军的战术防御地辐都未能突破。同時與他交鋒的中央方面軍正醞釀著大規模的進攻战役—奥廖尔进攻战役。
7月12日，苏军大規模的反攻开始了，蘇軍將其命名為奥廖尔进攻战役，由中央方面軍、布良斯克方面軍及西方面軍左翼部队联手執行。在這場戰役中，莫德爾除了擔任第9軍團的司令外，短暂兼任了第2裝甲軍團的司令（1943年8月6日至1943年8月14日，由伦杜利克接任）。蘇軍原先期待他們可以在兩天之內到達奧廖爾，並將德軍分割為3個部分。然而，蘇軍在3個星期後才抵達該地，而德軍已完成撤退。第9軍團和第2裝甲軍團在整個7月付出了83,000人的傷亡，但成功重創蘇軍的3個方面軍，並縮短防線，避免被殲滅的命運，他的名譽也因這次的成功得以保住。

### 納爾瓦戰役
經歷在奧廖爾的失败後，莫德爾在9月底被免職。

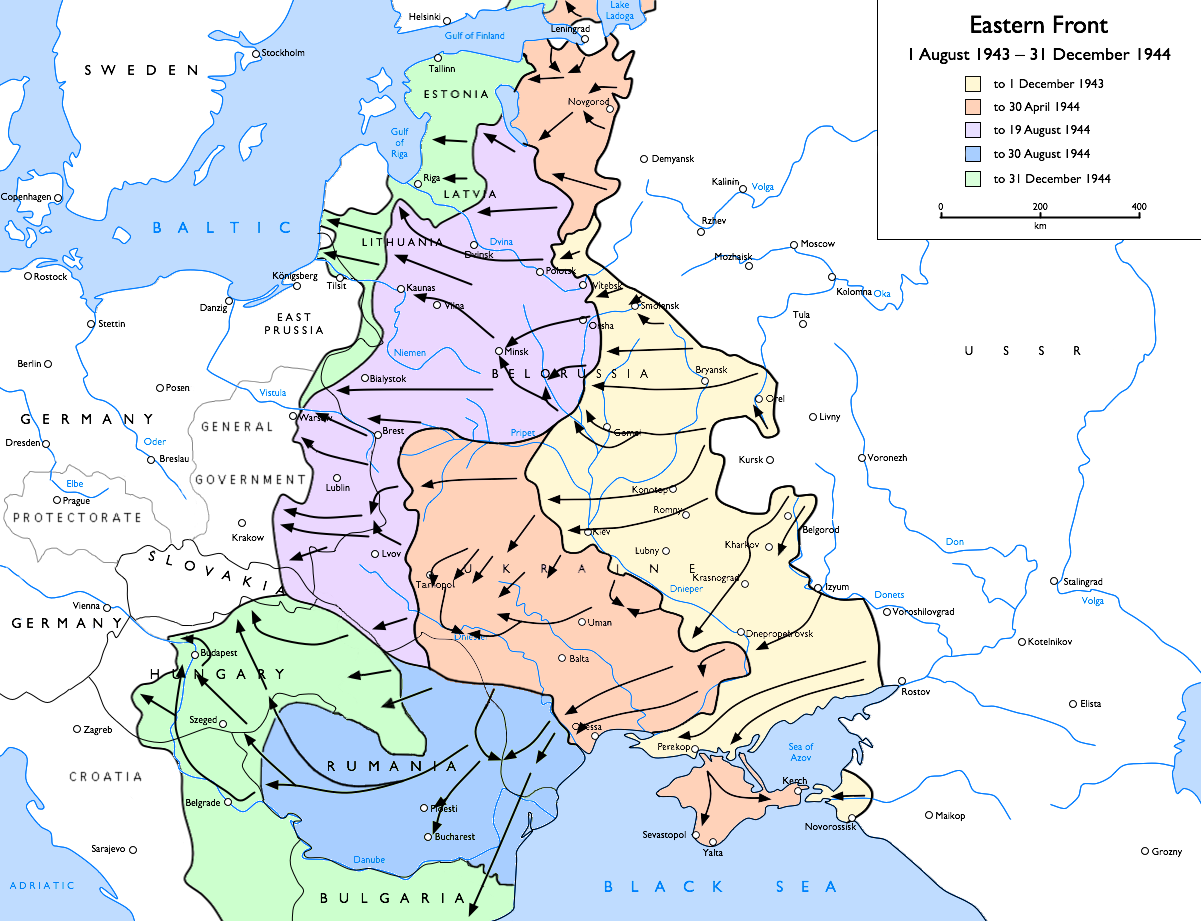
1943年8月到1944年12月，蘇聯在東方戰線上的進攻。

但被免職不代表希特勒對他已失去信心，在1944年1月29日，他被任命為德國北方集團軍司令。在2個星期前，蘇聯列寧格勒方面軍、波羅的海第2方面軍及沃爾霍夫方面軍發動列寧格勒-大諾夫哥羅德攻勢。德國第18軍團下屬的3個軍中的兩個已被粉碎，並協同武裝親衛隊第3裝甲軍防衛納爾瓦。
上一任的北方集團軍司令格奧爾格·馮·屈希勒，要求其部隊撤至位於愛沙尼亞的豹防線上，這是一條半完成的防線。莫德爾制止這種行動，同時他開始宣傳“箭與盾”策略，就是在面對進攻時暫時撤退，用防禦消耗對方戰力，等到增援抵達後發動反擊以重新占領防線，這樣不但能削弱敵人戰力，亦能穩住防線。這策略贏得希特勒的支持，莫德爾利用這機會將部隊撤至豹防線。
到了3月，部隊已撤退完成，部隊的戰力仍相當完整，莫德爾依照箭與盾的策略發動反擊，付出了10,000至12,000人的伤亡卻沒有收復失地，然而這也讓莫德爾有時間將部隊安全撤至防線而不被尾隨的蘇軍追上。這些攻擊亦可給希特勒一個交代，說明自己已執行他所同意的策略而不是違抗他。
在3月1日，莫德爾被提拔為陸軍元帥，他從上校升到元帥只花了6年的時間。

### 巴格拉基昂行動
在3月30日，莫德爾被任命為德國北烏克蘭集團軍司令，該集團軍由於蘇聯烏克蘭第1方面軍的重壓，正在撤退。莫德爾取代了曼施坦因元帥，其已經失去希特勒的寵信；莫德爾反對曼施坦因的戰術及與其配合的軍官，當那些軍官表示反對時，莫德爾就剝奪他們所管理的裝甲師。
正當莫德爾同其所下轄的軍官爭論該使用何種方法防禦時，莫德爾在6月28日被任命為中央集團軍群的司令，其因蘇軍的244万人苏联红军参加的白俄罗斯进攻战役而面臨被粉碎的命運，蘇軍在白俄羅斯展開進攻。德國第9軍團（莫德爾以前领导过的部隊）以及德國第4軍團已掉入蘇軍的陷阱裡，而蘇軍也已逼近白俄羅斯首都明斯克。儘管局勢對德軍如此的不利，莫德爾相信他仍然可以守住明斯克，但前提是第4軍團必須突破出蘇軍的包圍並回到後方，而增援的部隊也是必須的。增援部隊必須由因拉直而縮短的前線取得，因如果前線縮短的話，就不需要那麼多的部隊防守，剩下的部隊就可以增援其他地段，而要拉直前線，位於突出部的部隊就必須撤退。然而希特勒禁止第4軍團突圍，也禁止其他部隊撤退，因此莫德爾的計畫並沒有實現。
明斯克在7月3日被白俄羅斯第1方面軍以及白俄羅斯第3方面軍攻佔，此時莫德爾仍希望可以在明斯克西面重建防線，他開始從北方集團軍和北烏克蘭集團軍中抽調部隊以增援中央集團軍群。然而德軍的運輸能力不足以承擔這一工作，立陶宛首都維爾紐斯以及巴拉諾維奇在7月12日被蘇軍攻佔。同時，烏克蘭第1方面軍發動利沃夫-桑多梅日进攻战役以驅逐北烏克蘭集團軍群。德國第1装甲軍團嘗試以莫德爾的戰術守住位於利沃夫東面的防線，不過當德國第4裝甲軍團被擊潰後，第1裝甲軍團在欠缺支援的情形下不得不後撤。莫德爾獲得希特勒允許提供4個裝甲師進行支援，且蘇軍力量耗盡後，在波蘭首都華沙郊區擋住蘇軍的進攻，這允許德軍能騰出手來鎮壓非共產主義的華沙起義。

### 諾曼第戰役

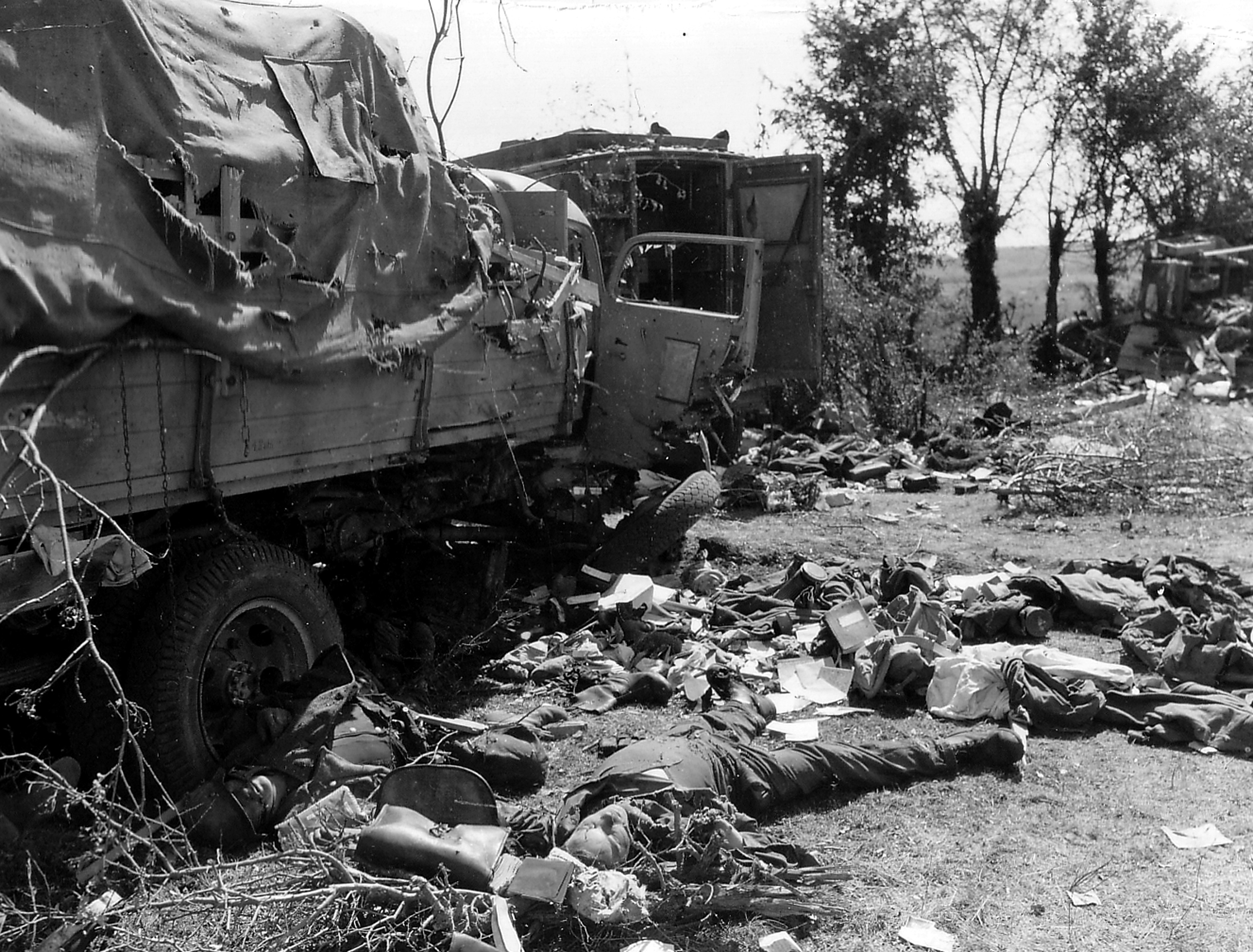
法萊茲附近被摧毀的德軍車隊遺跡

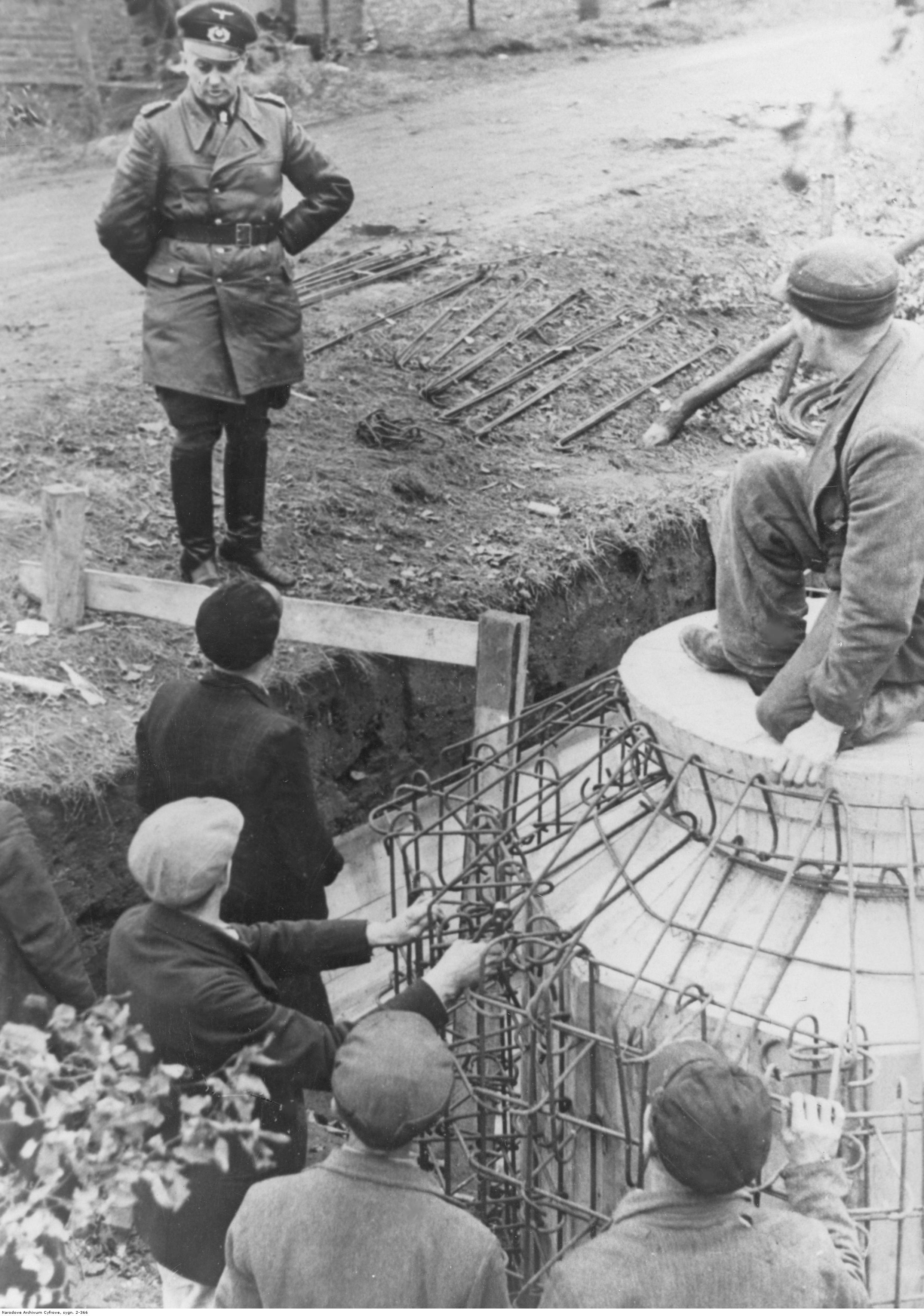
莫德爾元帥視察諾曼第工事的修築

1944年8月17日，由於在重建東部戰線的戰功，莫德爾獲希特勒頒授寶劍橡葉騎士鐵十字勳章。同時，他被派往西線，取代馮·克魯格出任德國B集團軍和德國西線總司令。當時諾曼第的戰線經過近2個月的激烈戰鬥后崩潰，美國第3軍團開向塞納河，集團軍在法萊茲口袋中有被全殲的危險。
莫德爾的第1個命令是守衛法萊茲，這沒有令人意外，不過他很快就改變了主意，說服希特勒授權立即把德國第7軍團和艾伯巴赫裝甲集群撤走（而這是馮·克魯格因政治影響力有限，而未能做到的。因此他能夠救出大部份的單位，儘管丢弃了幾乎所有的坦克和重型物資。當希特勒要求堅守巴黎時，莫德爾回答他可以這樣做，但前提是給予另外200,000人和幾個裝甲師的增援）一些人形容他的行為幼稚，和其他人認為他為人精明。援軍沒有到達，盟軍於8月25日解放巴黎。同時，莫德爾把部隊撤至德國邊境。
到9月初，莫德爾感到要同時兼任B集團軍和西歐戰區總司令的職務變得越來越困難，尤其是面對盟軍的空中優勢和自己偏愛巡視前線。因此，他很高興地在該月份把西歐戰區總司令的職務交給格特·馮·倫德施泰特。他保留B集團軍的指揮權，後直至集團軍最後在1945年4月解散。

### 許特根森林戰役
諾曼第戰線崩潰後，莫德爾把他的總部建立在荷蘭安恆附近的欧斯納貝克，在那裡他開始了重建B集團軍的巨大任務。1944年8月，馮·克魯格自殺後，莫德爾被授與西歐戰區指揮權，直至18天後他被解除職務和格特·馮·倫德施泰特再次被任命為西歐戰區司令。

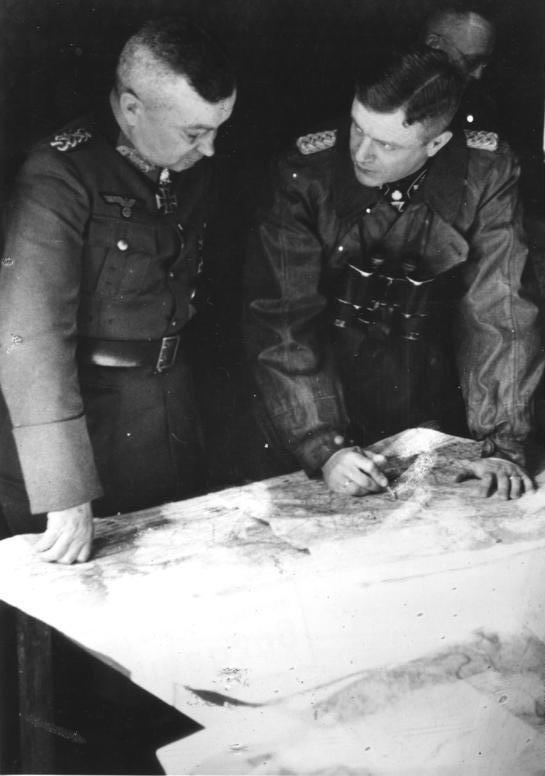
瓦爾特莫德爾（左）與武裝親衛隊中將亨氏·哈梅爾

9月17日，他的午餐被英軍第1空降師的空降行動：市場花園行動粗暴地打斷了，當時盟軍正進行試圖攻佔在萊茵河下遊、默茲河和瓦爾河的橋樑。莫德爾最初認為，它們試圖俘虜他和他的參謀人員，但進攻行動的規模很快令他放下這一觀點。
當莫德爾了解盟軍的真正目的後，他下令武裝親衛隊第2裝甲軍積極行動起來。該軍，包括在諾曼第戰役後整編中的武裝親衛隊第9裝甲師和第10裝甲師，盟軍一直忽視了他們的情報：當時仍嚴重缺編，它們包括一些老將組成的部隊和後撤下來的輕裝傘兵。武裝親衛隊第9裝甲師在安恒對抗英軍，而武裝親衛隊第10裝甲師則南下保衛奈梅亨大橋。
莫德爾認為，這種情況代表的不只是一個威脅，而且也是一個反擊機會，並可能把盟軍趕出荷蘭南部。為此，他禁止武裝親衛隊將軍威廉·畢特利希和武裝親衛隊中將亨氏·哈梅爾，分別指揮武裝親衛隊第2裝甲軍和第10裝甲師破壞奈梅亨大橋。除了這一戰術的異常錯誤外，一般認為莫德爾進行了一場傑出的戰鬥，並使盟軍的进攻计划遭受嚴重的失敗。安恆大橋依然被德军把守及英軍第1空降師的潰败，令盟軍年底前在萊茵河獲得一個立足點的希望未能實現。

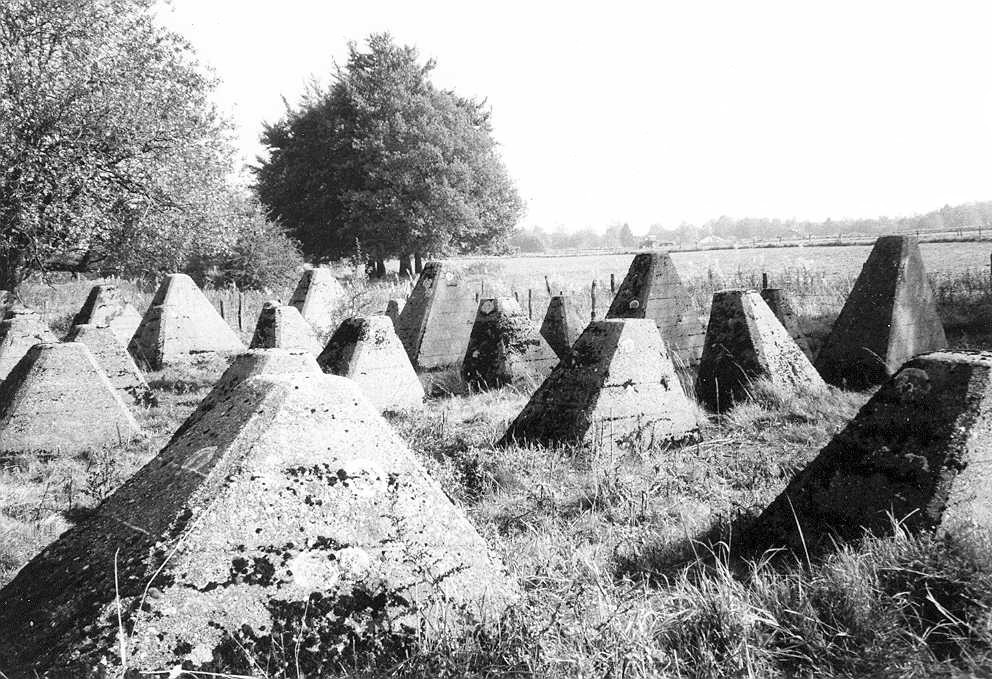
於齊格菲防線亞琛附近的龍牙

莫德爾原本在經歷諾曼第戰役後已失去了的信心，但安恆的勝利令他重新恢復。從9月至12月，他又令另1支盟軍處於停頓狀態，這一次是在許特根森林和亞琛，由奧馬爾·布萊德雷指揮的美國第12集團軍。雖然他比在安恆時少干預部隊的日常運作，但還能在完全知情的情況下，減緩了盟軍的進攻、造成重大人員傷亡和充分利用“西牆”的防禦工事，這被盟軍稱之為齊格菲防線。
許特根森林令美國第1軍團付出33,000人陣亡及受傷的代價，這包括了戰鬥和非戰鬥損失；德軍共傷亡12,000至16,000人之間。亞琛最終在10月22日陷落，亦令美國第9軍團付出了高昂的代價。第9軍團只能推進至魯爾河，並沒有設法越過河流或從德國人手中奪取其大壩的控制權。奪取許特根森林的代價是非常高昂，它被盟軍稱為“第一級的失敗”，同時對莫德爾給予特殊的讚譽。

### 守望萊茵行動

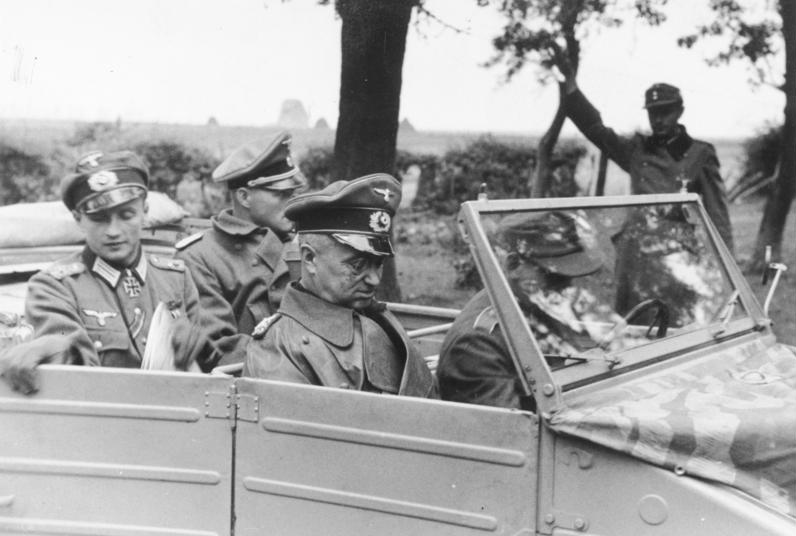
莫德爾視察在阿亨的第246國民掷弹兵師

隨著市場花園行動的結束，希特勒決定，德國人應該在西部發動攻勢，這將令西方盟國措手不及。他心中的目標是要分割盟軍戰線和攻佔安特衛普。這次行動，代號為「守望萊茵」，將迫使英國和美國人要接受停戰，使德國能集中兵力對付蘇聯。
莫德爾以及所有參與的其他指揮官，相信該想法在缺乏資源的1944年是無法實現的。與此同時，他和馮·倫德施泰特認為，從諾曼第撤退以來，一種純粹防守的態勢，只能延緩德國的失敗，而不是阻止它的發生。因此，他籌劃了秋霧行動，這是一個不那麼雄心勃勃的計劃，並沒有試圖越過默茲河，但仍然會對盟軍造成嚴重的挫折。而馮·倫德施泰特在西線司令部已經制定了一個類似的計劃和2位元帥把他們的計劃相結合而提出1項共同的“小方案”給希特勒。但被拒絕，及以攻佔安特衛普的“大方案”代替。
在這次行動中，他指揮武裝親衛隊第6裝甲軍團、德國第5裝甲軍團和德國第7軍團，其中包括12個裝甲和裝甲擲彈兵師，它們是第三帝國最後的戰略預備隊。儘管他有所顧慮，仍然以他一貫的能量全身心投入任務，同打擊他任何可能會發現的失敗主義。1名參謀人員曾抱怨缺乏資源，他便對這位參謀人員說：“如果你需要什麼，從美國人拿吧”。他仍然清楚地知道雙方的行動意義，及其最有可能的結果。當弗里德里希·奧古斯特·馮·海德特上校，奉命率領一個空投作為行動的一部分時，說只有不超過10%的成功機會，他回答說：“哦，那麼有必要進行這樣的嘗試，因為整個攻勢只有不超過10%的成功機會。這是必須做的，因為這是最後剩下，以有利的形勢結束戰爭的進攻機會了”。
這次行動在1944年12月16日實施和獲得了初步成功，但它缺乏空中掩護和經驗豐富的步兵，和最關鍵的燃料。武裝親衛隊第6裝甲軍團遇到了頑強抵抗，雖然第5裝甲軍團深深地突入盟軍的防線，但莫德爾無法利用這次突破。德軍未能攻佔重要的道路交界處巴斯托尼；再加上惡劣的天氣和無法通行的地形，這使得德軍的縱隊，擁堵戰線前面的道路上。由於缺乏燃料和彈藥，進攻在12月25日已陷於停頓，並於1月8日被宣布取消。

### 魯爾突圍戰

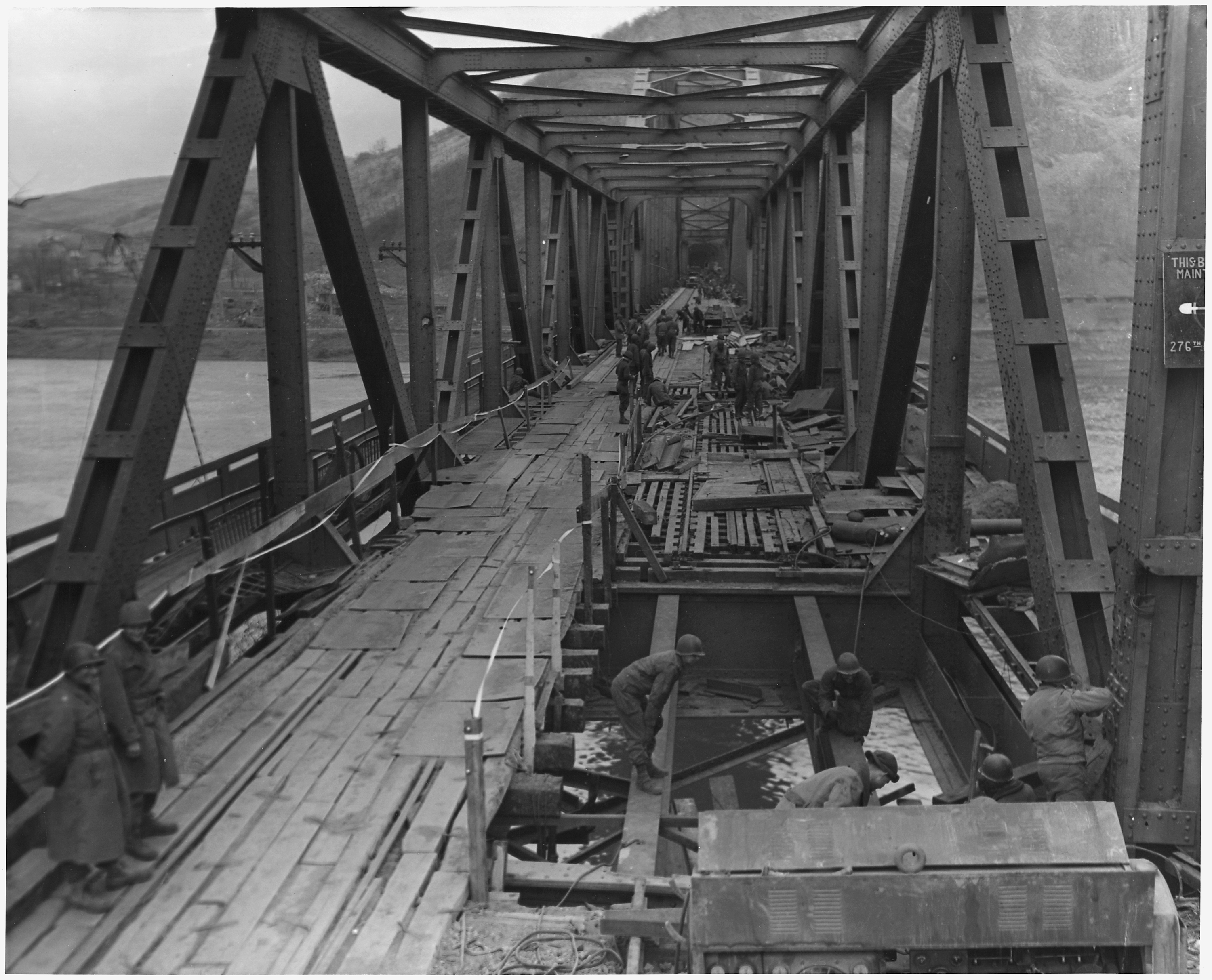
盟軍攻佔在雷馬根的橋樑標誌著莫德爾的終結

“守望萊茵”行動的失敗，標誌著莫德爾與希特勒特殊關係的結束，他在1945年1月21日發布命令，規定B集團軍所有部隊此後向他親自負責。禁止撤回到萊茵河地區，並指示集團軍不能放棄任何一寸土地。
到3月中旬，莫德爾已被迫回到魯爾地區，當時他未能摧毀在雷馬根跨越萊茵河的大橋，橋上的炸藥已被2名來自西里西亞，被迫應徵入伍成為德軍的兩名波蘭工兵拆除。亞歷山大·特娜碧軍士，是一名波蘭裔美國人，冒著強烈炮火下領導著隊友渡過橋樑，為此他被授予傑出服役十字勳章。
4月1日，B集團軍被美國第1軍團和美國第9軍團包圍在魯爾地區。希特勒的反應是宣布魯爾地區是一個要塞，拒絕投降或突圍（如同史達林格勒一樣），他同時下令把該區的工業摧毀，以防止它們落入盟軍手中 而莫德爾卻無視於這些命令。
4月15日，盟軍已把包圍圈分割成兩個部份，指揮美國第18空降軍的馬修·李奇微少將，敦促莫德爾投降，不然就放棄他士兵的生命了。莫德爾的答复是他仍然會忠於對希特勒的誓言和他作為元帥的榮譽感，所以無意正式投降。但是，他沒有堅持繼續戰鬥，而是下令集團軍解散。最年老和最年輕的士兵被復員，其餘的人可選擇投降或自行試圖突圍。事實上，他幾乎沒有什麼可以做：第5裝甲軍團已經放下武器，在包圍圈內的指揮和通信已幾乎瓦解。4月20日，宣傳部長約瑟夫·戈培爾譴責B集團軍為叛徒，標誌著莫德爾與崩潰中的納粹政權之間的關係最終破裂。

#### 自殺
莫德爾的決定使他的部下結束了戰爭，但他自己並不太希望見證戰敗的後果。他在解散他的司令部之前，他對參謀人員說：“我們是否已盡了一切努力來證明我們的行為在歷史上是合理的？有什麼可以留給一名戰敗的指揮官？在古代，只有毒藥”。當他得知蘇聯控告他犯下戰爭罪行，特別是在拉脫維亞的集中營殺死577,000人和驅使175,000人進行苦役後，就下了決心自殺。當試圖在戰線自殺性的戰死無果而終後，他在1945年4月21日，在杜伊斯堡市與林托夫村之間的森林（今拉廷根市一部分）向頭部開槍自殺。在莫德爾從车上走進森林前，他对驾驶兵留下遗言：“对这样残破的德国，我很失望”。據報，希特勒在得知曾經是心腹愛將的莫德爾自殺後，說道「如果莫德爾做得到，那麼我也可以」。9天後的1945年4月30日，希特勒舉槍自殺身亡。

## 身後

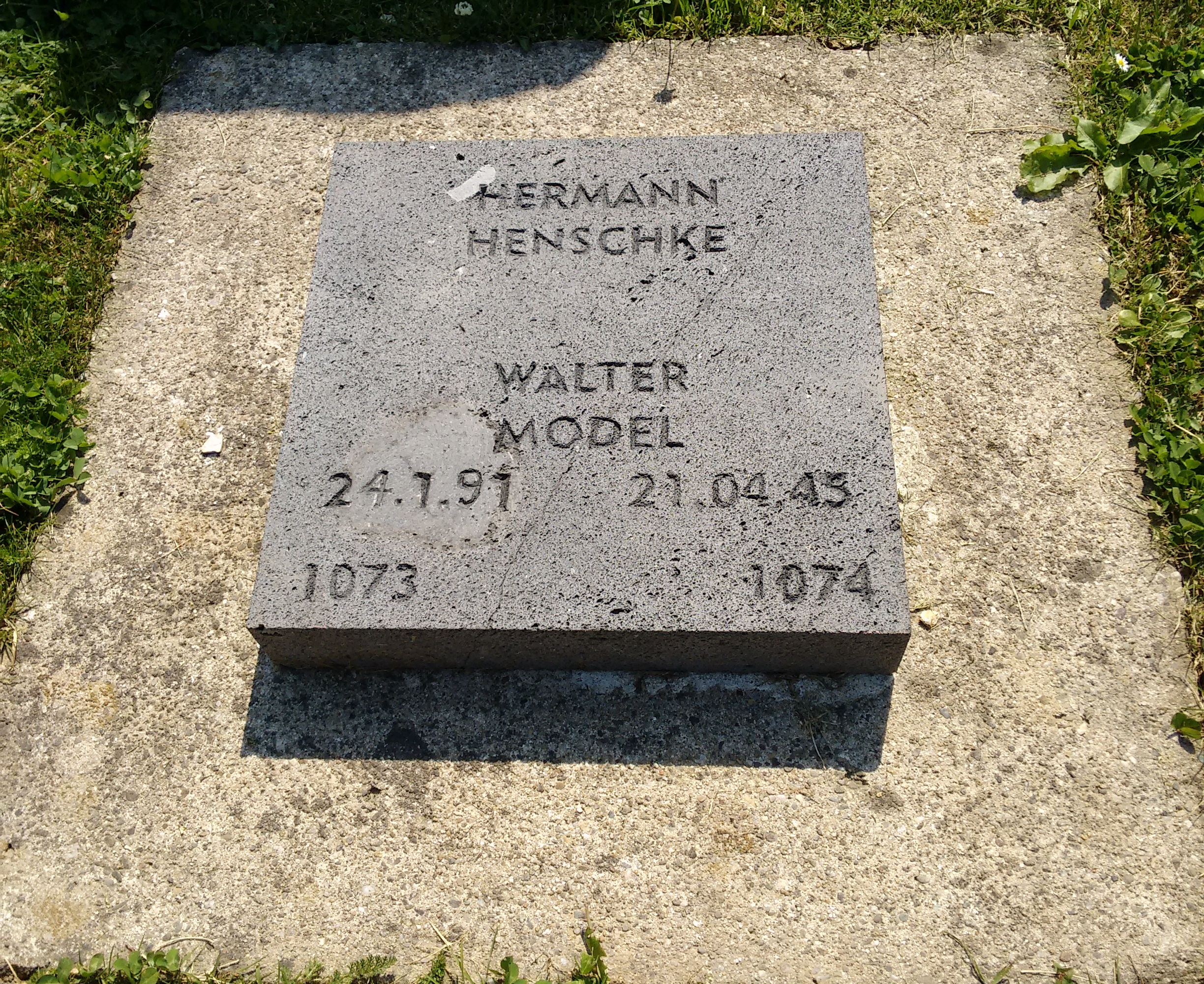
莫德尔的墓碑

1955年時，莫德尔的兒子漢斯-格奧爾格·莫德尔（Hans-Georg Model，1927－2016）在得到莫德尔舊參謀的指引之后，找到了其遺體並遷葬至許特根森林附近沃森纳克鎮（Vossenack）的一個德軍公墓。漢斯-格奧爾格·莫德尔於1944年底至1945年曾在大德意志裝甲擲彈兵師（Grossdeutschland-Division Panzergrenadier-Division Großdeutschland）擔任參謀，在德國聯邦國防軍成立後重新入伍，最後以准將身分退伍。

## 外部連結
- WW2DB: 莫德尔 （页面存档备份，存于）